# Внуто
Внуто — деревня в Хвойнинском муниципальном округе Новгородской области.

## География
Находится в северо-восточной части Новгородской области на расстоянии приблизительно 32 км на запад по прямой от районного центра Хвойная.

## История
Была отмечена ещё на карте 1840 года. В 1847 году отмечена как сельцо. В 1910 году здесь (территория Боровичского уезда Новгородской губернии) было учтено 11 дворов. До 2020 года входила в Анциферовское сельское поселение. С 1860-х годов действует Успенская церковь.

## Население
Численность населения: 95 человек (1910 год), 14 (русские 93 %) в 2002 году, 14 в 2010.